# Grosser Rat (Thurgau)
- Grüne: 13
- SP: 18
- GLP: 6
- EVP: 6
- Mitte: 21
- FDP: 17
- Aufrecht: 1
- SVP: 42
- EDU: 6

Der Grosse Rat des Kantons Thurgau ist das Parlament des Kantons Thurgau. Er führt rund 20 Sitzungen pro Jahr durch. Diese finden jeweils mittwochs statt; je nach Geschäftslage werden sie halb- oder ganztägig durchgeführt, und zwar in den Monaten April bis September im Rathaus Frauenfeld, in den Monaten Oktober bis März im Rathaus Weinfelden. Der Grosse Rat ist die gesetzgebende und die oberste aufsichtführende Behörde des Kantons. Seine 130 Mitglieder werden nach Proporzverfahren für vier Jahre gewählt, zuletzt am 7. April 2024.

## Aufgaben

Sitzung des Grossen Rates in Weinfelden (1990)

Blick vom Präsidentenstuhl (1990)

Die Thurgauer Kantonsverfassung regelt in den Artikeln 34 ff. die Befugnisse des Grossen Rates. Als Legislative erlässt er alle grundlegenden und wichtigen Rechtssätze und beschliesst über Staatsverträge und Konkordate, soweit nicht der Regierungsrat zuständig ist. Als oberste Aufsichtsbehörde genehmigt er jährlich die Rechenschaftsberichte des Regierungsrates und der kantonalen Gerichte sowie die Geschäftsberichte der selbständigen kantonalen Anstalten.
Der Grosse Rat wählt aus seiner Mitte jeweils für ein Jahr den Präsidenten, dessen Stellvertreter (Vizepräsidenten) sowie vier Stimmenzähler. Diese bilden das Büro des Grossen Rats. Ebenso wählt der Grosse Rat den Präsidenten sowie den Vizepräsidenten des fünfköpfigen Regierungsrates für die Dauer eines Jahres. Der Präsident ist für das folgende Jahr nicht wieder wählbar (Art. 38). Ausserdem wählt der Grosse Rat die Präsidenten, Mitglieder und Ersatzmitglieder der kantonalen Gerichte sowie den Generalstaatsanwalt.
Der Grosse Rat beschliesst Gesetze bzw. deren Änderung oder Aufhebung, wobei es zweimaliger Beratungen bedarf (Art. 36).
Gesetze oder Beschlüsse über Staatsverträge und Konkordate müssen dem Volk zur Abstimmung vorgelegt werden, wenn dies 30 Grossratsmitglieder verlangen. Andererseits kann per Volksbegehren eine fakultative Abstimmung herbeigeführt werden, wenn mindestens 2000 Stimmberechtigte dies innerhalb von drei Monaten fordern (Art. 22).
Die Staatsrechnung und der Budgetentwurf werden vom Grossen Rat verabschiedet (Art. 39).
Bei neuen finanziellen Verpflichtungen des Kantons ist der Grosse Rat berechtigt, über Ausgaben einmaliger Natur bis 1 Million Franken bzw. Ausgaben wiederkehrender Art bis 200'000 Franken frei zu entscheiden. Oberhalb dieser Grenzen besteht die Möglichkeit, vom Grossen Rat gefällte Entscheidungen per fakultatives Referendum einer Volksabstimmung zu unterstellen; 2000 Stimmberechtigte müssen dies innerhalb von drei Monaten fordern.
Einmalige Neuausgaben von mehr als 3 Millionen Franken bzw. neue wiederkehrende Ausgaben von mehr als 600'000 Franken unterliegen grundsätzlich der Volksabstimmung (Art. 23).
Im Gegensatz zu vielen anderen Kantonsparlamenten findet im Grossen Rat von Thurgau die Stimmabgabe nicht elektronisch, sondern durch Aufstehen statt. Bei einer namentlichen Abstimmung unter Aufruf des Namens wird die Stimme im Sitzen abgegeben (Art. 32 der Geschäftsordnung des Grossen Rates).
Bei Stimmengleichheit entscheidet in offenen Abstimmungen das Stimmverhalten des Präsidenten; sollte dieser sich der Stimme enthalten haben, fällt er den Stichentscheid. Bei geheimen Abstimmungen wird eine Stimmengleichheit als Ablehnung gewertet.

## Parteien – Wahlergebnisse seit 1920
Der Grosse Rat bildet seit 1831 (Annahme der Regenerationsverfassung) die Legislative des Kantons Thurgau und wird seither direkt durch das Volk gewählt. Die in den folgenden Jahrzehnten dominanten Freisinnigen organisierten sich jedoch erst nach Wahlniederlagen gegen Demokraten 1890 in der Freisinnig-Demokratischen Partei. Vertreter der bereits zuvor politisch organisierten katholischen Minderheit gründeten 1906 formell die Katholisch-Konservative Partei (ab 1912 Katholische Volkspartei, ab 1971 Christlichdemokratische Volkspartei, seit 2021 Die Mitte). Ab 1920 trat der Thurgauische Bauernverband als neue politische Kraft auf, die im Nationalrat mit anderen Bauernparteien eine Fraktion bildete (siehe Bauern-, Gewerbe- und Bürgerpartei), aber die Gründung einer eigenen Kantonalpartei vermied und auf kantonaler Ebene mit der FDP verbündet blieb. Teilweise gab es gemeinsame Wahllisten. Erst 1986, nach der Gründung einer kantonalen SVP-Sektion durch die Bauernvertreter, wurde die Fraktionsgemeinschaft mit den Freisinnigen aufgelöst.
1920 wurde erstmals das Proporzwahlverfahren angewandt.
Nachfolgend sind die Sitzverteilungen der Parteien jeweils nach den Grossratswahlen von 1950 bis 2024 dargestellt.

### Wahlbetrug bei den Grossratswahlen vom 15. März 2020
Nachdem die Grünliberale Partei im Wahlkreis Frauenfeld eine Diskrepanz zwischen den gezählten Wahlzetteln und den Laufzettel-Vermerken festgestellt hatte, reichte sie einen Rekurs gegen das Wahlresultat ein. Die Staatskanzlei liess die Wahlzettel nachzählen und erstattete Strafanzeige wegen Wahlmanipulation. Aufgrund der Ermittlungen wurde ein Grossratssitz vorerst nicht vergeben. Die Generalstaatsanwaltschaft liess im Juni 2020 verlautbaren, dass zwischen 86 und 99 Wahlzettel der GLP vernichtet und durch SVP-Wahlzettel ersetzt worden waren. Der Grosse Rat anerkannte einstimmig die Korrektur des Wahlresultats. Gegenüber dem vorläufigen Wahlresultat verlor somit die SVP einen Sitz an die GLP. Im Juli 2021 verurteilte das Bezirksgericht Frauenfeld den Frauenfelder Ex-Stadtschreiber wegen Wahlbetrugs. Im August 2023 stützte das Bundesgericht das Urteil und wies die Beschwerde des Ex-Stadtschreibers entsprechend ab.

## Mitglieder

### Mitgliederübersicht
Die jeweils aktuelle Mitgliederübersicht ist im offiziellen Internetauftritt des Grossen Rates ersichtlich.

### Amtsbezeichnung
Die Amtsbezeichnung für die einzelnen Mitglieder des Grossen Rates lautet Kantonsrätin bzw. Kantonsrat. Diese Bezeichnung geht auf die revidierte Kantonsverfassung vom 28. Juli 1814 zurück, die in § 19 festhielt: «Die Mitglieder des grossen Raths (Cantonsräthe) beziehen für ihre amtlichen Verrichtungen keine Entschädigungen.» Sie stand noch in den Verfassungen von 1831 und 1837; die Verfassungen von 1849, 1867 und 1987 (aktuelle Fassung) sprechen aber nur von den «Mitgliedern des Grossen Rates».

### Wählbarkeit
Artikel 29 der Kantonsverfassung schreibt vor, dass niemand seiner unmittelbaren Aufsichtsbehörde angehören darf. Deshalb dürfen die Mitglieder des Regierungsrates, des Obergerichtes, des Verwaltungsgerichtes, des Zwangsmassnahmengerichtes und der Rekurskommissionen sowie die nicht vom Volk gewählten Mitarbeiter der Bezirksgerichte und der Gerichte, Verwaltungen und öffentlich-rechtlichen Anstalten des Kantons nicht dem Grossen Rat angehören.
Artikel 4 des Gesetzes über das Stimm- und Wahlrecht schreibt vor, dass eine vom Volk gewählte Person ein Amt nur ausüben kann, wenn sie im Amtsgebiet ihren Wohnsitz hat.

### Anzahl und Verteilung auf die Wahlkreise
Die Wahlkreise sind deckungsgleich mit den Bezirken des Kantons Thurgau. Die Zahl der Bezirke lag bis 2008 bei acht. Durch die per 1. Januar 2011 gültige Verwaltungsreform wurde die Zahl der Bezirke ab 2012 auf fünf reduziert.
Die Verteilung der Mandate auf die Bezirke erfolgt durch den Regierungsrat. Massgebend ist dabei die Wohnbevölkerung gemäss kantonaler Statistik am Ende des dritten Kalenderjahres der laufenden Amtsperiode (Art. 36 Gesetz über Stimm- und Wahlrecht). 
Bis 2012 wurden die Sitze wie folgt auf die alten acht Bezirke verteilt:
| Bezirk       | Anzahl Vertreter |
| ------------ | ---------------- |
| Arbon        | 21               |
| Bischofszell | 17               |
| Diessenhofen | 4                |
| Frauenfeld   | 25               |
| Kreuzlingen  | 18               |
| Münchwilen   | 21               |
| Steckborn    | 10               |
| Weinfelden   | 14               |

Seit 2012 gilt für die Grossratswahlen die Mandatsverteilung auf die fünf Bezirke, bei den Gesamterneuerungswahlen 2020 galt folgende Zuordnung:
| Bezirk      | Anzahl Vertreter |
| ----------- | ---------------- |
| Arbon       | 27               |
| Frauenfeld  | 32               |
| Kreuzlingen | 23               |
| Münchwilen  | 22               |
| Weinfelden  | 26               |

### Vergütung
Die Entschädigung der Abgeordneten wird per Erlass geregelt. Aktuell gilt der Erlass vom 9. April 2008.
Abgeordnete erhalten danach für Sitzungen des Grossen Rats, der Fraktionen oder des Ratsbüros, die einen halben Tag in Anspruch nehmen, 150 Franken, ganztägige Sitzungen werden mit 250 Franken abgegolten. Für Kommissionssitzungen gilt ein Halbtagessatz von 200 Franken und ein Ganztagessatz von 300 Franken. Mitglieder, die Sitzungen leiten, erhalten das doppelte Sitzungsgeld.
Zusätzlich erhält der Präsident des Grossen Rates eine pauschale Jahresentschädigung von 12'000 Franken, der Vizepräsident 1'500 Franken.
Die Fraktionen erhalten zudem jährlich 5'000 Franken, zusätzlich pro Mitglied 300 Franken. Findet eine kantonale Abstimmung statt, erhält jede Fraktion zusätzlich eine Entschädigung von 5'000 Franken.
Mitglieder, die keiner Fraktion angehören, erhalten als Ausgleich jährlich pauschal 500 Franken.